# Цион, Сергей Анатольевич
Сергей Анатольевич (Самуил Аронович) Цион (1874 — 1947) — один из руководителей Свеаборгского восстания, штабс-капитан.

## Биография
Родился в семье военного врача, выкрест, находился на службе в артиллерийских частях царской армии. Редактировал издание финских социал-демократов «Вестник казармы», в чём ему помогала драматург Эльвира Вильман. До весны 1906 года входил в финляндскую военную организацию РСДРП(б), затем состоял в партии социалистов-революционеров, зимой 1905—1906 годов вёл нелегальную работу среди солдат-артиллеристов в Свеаборгской крепости. На фоне революционных событий, летом 1906 становится одним из лидеров восстания в Свеаборге. Чудом избежал расправы над восставшими, и бежал в Англию, где работал журналистом. После Февральской революции вернулся в Финляндию, перешёл в партию эсеров-оборонцев и в Октябрьскую революцию 1917 года был одним из руководителей финляндской организации эсеров. Был сторонником лидера Временного правительства А. Ф. Керенского. В 1920 выехал в Швецию, где и поселился, отойдя от политики в общем и социализма в частности. Занимался публицистикой и переводами в скандинавской прессе. В 1940-х годах оказывал финансовую поддержку писателю И. А. Бунину.

## Публикации
- Цион С. А. Три дня восстания в Свеаборге. — Гельсингфорс: Fugas, 1907.[1]